# Brent (Alabama)
Brent – miasto w Stanach Zjednoczonych, w stanie Alabama, w hrabstwie Bibb. Według danych na rok 2020 miejscowość zamieszkiwało 2972 osoby, a gęstość zaludnienia wyniosła 129,95 os./km². Burmistrzem miasta jest Bobbie White.

## Geografia
Brent ma łączną powierzchnię 22,87 km², w tym 22,79 km² stanowi ląd, a 0,08 km² stanowią wody. Miejscowość jest położona 73 m n.p.m..

### Klimat
Średnia temperatura wynosi +18 °C. Najcieplejszym miesiącem jest lipiec (+27 °C), a najzimniejszym miesiącem jest styczeń (+7 °C). Średnie opady wynoszą 1427 mm rocznie. Najbardziej wilgotnym miesiącem jest luty (146 mm opadów), a najbardziej suchym miesiącem jest październik (80 mm opadów).
| Miesiąc                          | Sty    | Lut    | Mar    | Kwi    | Maj   | Cze    | Lip    | Sie    | Wrz    | Paź   | Lis    | Gru    | Roczna  |
| -------------------------------- | ------ | ------ | ------ | ------ | ----- | ------ | ------ | ------ | ------ | ----- | ------ | ------ | ------- |
| Średnie temperatury w dzień [°C] | 13,3   | 15,9   | 20,5   | 24,7   | 28,7  | 32,1   | 33,5   | 33,3   | 30,9   | 25,4  | 19,2   | 14,6   | 24,3    |
| Średnie dobowe temperatury [°C]  | 7,1    | 9,2    | 13,2   | 17,3   | 21,9  | 25,9   | 27,4   | 27,1   | 24,3   | 18,3  | 12     | 8,5    | 17,7    |
| Średnie temperatury w nocy [°C]  | 0,9    | 2,5    | 5,9    | 9,8    | 15,1  | 19,6   | 21,4   | 21     | 17,7   | 11,1  | 4,8    | 2,4    | 11      |
| Opady [mm]                       | 138,42 | 145,75 | 137,81 | 126,69 | 99,57 | 116,23 | 118,42 | 107,36 | 104,39 | 80,45 | 116,81 | 135,52 | 1427,42 |
| Źródło: Prism Climate Group      |        |        |        |        |       |        |        |        |        |       |        |        |         |

## Demografia
W 2010 roku Brent zamieszkiwało 4947 osób, a gęstość zaludnienia wyniosła 218 os./km². Miasto liczyło wówczas 1178 gospodarstw domowych, w których mieszkało 788 rodzin. Większość mieszkańców (53,5%) stanowili przedstawiciele rasy czarnej, natomiast 45,1% mieszkańców stanowili biali. Pozostałe 1,4% mieszkańców stanowili Latynosi (1,3%) oraz przedstawiciele rdzennej ludności (0,1%).

### Spis powszechny z 2020 roku
Według danych na rok 2020 Brent liczyło 1262 gospodarstwa domowe, w których mieszkało 825 rodzin. Większość mieszkańców (50,71%) stanowili biali, natomiast 43,27% mieszkańców stanowili przedstawiciele rasy czarnej. Pozostałe 6,02% mieszkańców stanowili Azjaci (0,13%), Latynosi (3,23%), przedstawiciele rdzennej ludności (0,07%) oraz 2,59% pozostałe rasy człowieka. Średni wiek wszystkich mieszkańców wyniósł 40,6 lat, a 16% mieszkańców stanowią osoby starsze niż 65 lat.
Historyczna populacja:
| Rok        | 1920 | 1930   | 1940   | 1950   | 1960   | 1970   | 1980   | 1990 | 2000 | 2010   | 2020   |
| ---------- | ---- | ------ | ------ | ------ | ------ | ------ | ------ | ---- | ---- | ------ | ------ |
| Ludność    | 386  | 586    | 829    | 1100   | 1879   | 2093   | 2862   | 2776 | 4024 | 4947   | 2972   |
| Zmiana w % |      | +51,8% | +41,5% | +32,7% | +70,8% | +11,4% | +36,7% | –3%  | +45% | +22,9% | –39,9% |